# Kostel svatého Josefa (Veliš)
Kostel svatého Josefa ve Veliši je sakrální orientovaná jednolodní stavba s gotickým jádrem, přestavěná barokně v roce 1722, která leží jižně od centra obce uprostřed hřbitova obehnaného ohradní zdí. Je farním kostelem velišské farnosti a společně s hřbitovní zdí je chráněn jako kulturní památka.

## Historie
Kostel ve Veliši je zmiňován již v roce 1350 jako farní, z let 1360–1410 jsou jménem známi místní faráři. Z této gotické fáze výstavby se v hmotě dochovalo obvodové zdivo kostela, objevené při jeho obnově v roce 1971 po otlučení omítek. Vzhledem k faktu, že v jeho interiéru nebyly objeveny náběhy kleneb se předpokládá, že původní gotický kostel byl plochostropý.
V husitských bouřích farnost zanikla a kostel byl od roku 1624 spravován děkany z Vlašimi, v roce 1684 byl přifařen ke Kondraci. O barokní přestavbě v roce 1722 se dochovala zpráva v kondracké pamětní knize, iniciátorkou přestavby byla kněžna Marie Josefa z Auerspergu rozená z Trautsonu. V roce 1787 se stal kostel centrem lokálie s vlastním lokalistou, od roku 1854 byl opět kostelem farním. V roce 1908 byl upravován interiér kostela.

## Popis

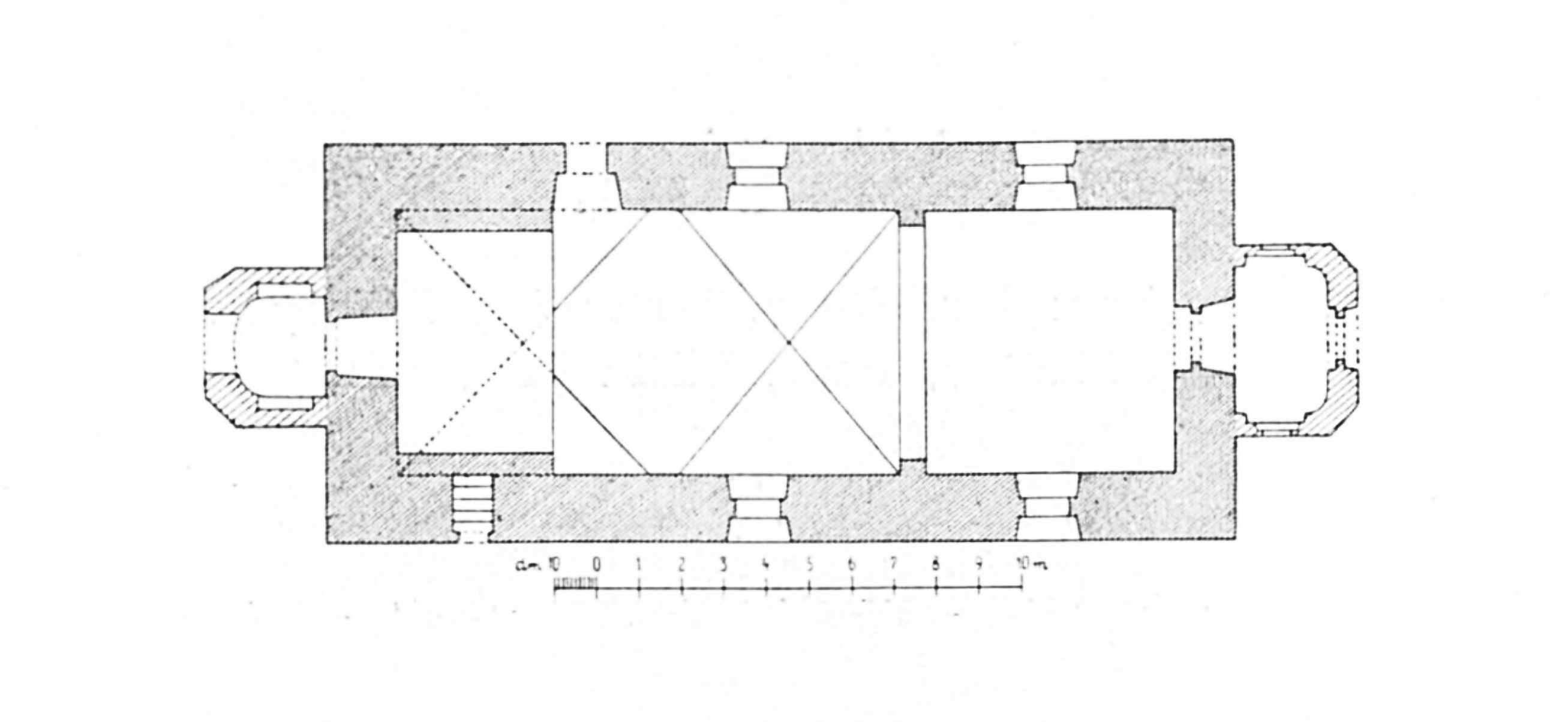
Veliš, půdorys kostela svatého Josefa, kresba Antonína Martínka

Jedná se o stavbu jednoduchých forem na obdélném půdoryse se čtvercovým presbyteriem o šířce lodi a dvěma mladšími přístavky na západní a východní straně. Vstupnímu západnímu průčelí dominuje kvadratická dřevěná věž se zvonicí vyrůstající z valbové střechy, která je zakončena cibulovou bání, na východní straně vyrůstá z vrcholu střechy sanktusník. Stěny kostela jsou hladké, nečleněné, interiér je osvětlen obdélnými okny zakončenými stlačeným segmentem. Tašková krytina střechy je i na sedlových střechách obou přístavků, báň věže je oplechovaná. V hmotě gotické jižní zdi se v západní části částečně dochovalo schodiště zpřístupňující kruchtu.
Hlavní loď kostela je zaklenuta valeně se stýkajícími se lunetovými výsečemi, presbytář má klenbu plackovou, obě části odděluje polokruhový triumfální oblouk, západní kruchta je podklenuta valeně.
Hlavní oltář má bohatě vyřezávaný rokokový nástavec s obrazem svatého Josefa od Tomáše B. Žížaly z roku 1888, přenesený ze Šlapánova, před ním, do roku 1853, zde byl obraz svaté Tekly. Po stranách oltáře, při zdi presbytáře, jsou plastiky svatého Václava a Jana Nepomuckého. Při evangelijní straně vítězného oblouku je empírová kazatelna  z doby kolem roku 1800, vedle ní, v hlavní lodi, je boční oltář s barokním nástavcem s obrazem Svaté rodiny. Boční oltář na epištolní straně nesl do roku 1894 barokní nástavec s obrazem svatého Václava, který byl pro svůj špatný stav nahrazen skříní se sochou Panny Marie Lurdské. Na téže straně je na kamenném pilíři socha svatého Františka Serafinského z roku 1895. Nástropní malba s výjevy ze života svatého Josefa je z roku 1950. K vybavení kostela patřila i stříbrná barokní monstrance se zlacenou svatozáří, stříbrné barokní ciborium a kalich. Ve zvonici byly zmiňovány dva zvony, jeden z roku 1523 od pražského mistra Bartoloměje, druhý z roku 1891 od královéhradecké firmy V. F. Červený a synové. Na kruchtě jsou nedatované varhany od neznámého varhanáře s jednou klaviaturou a sedmi rejstříky, opravované v roce 1888 Václavem Michaelem Mölzerem.